# Canal Beagle (Viña del Mar)
Canal Beagle es una villa de la comuna de Viña del Mar en Chile. Limita con las poblaciones de Los Limonares y el sector de El Salto al poniente, Población Villa Dulce al norte y el Jardín Botánico al oriente y sur.
Fue inaugurada y entregada a la comunidad en el año 1970 por el presidente Eduardo Frei Montalva, la entrega de las casas fue por sorteo.
Antiguamente se dividía en 3 zonas: A, B y C. Durante el terremoto del 3 de marzo de 1985, desapareció completamente la etapa C y los blocks del 5 al 13. La zona principal A se compone de casas, y empieza en la calle Isla Picton, limitando con el Camino Troncal.
Esta comunidad en un principio fue habitada por las familias de funcionarios de las Fuerzas Armadas chilenas, pero actualmente lo habita gran diversidad de personas. Cuenta con una junta de vecinos, una biblioteca llamada Gabriela Mistral, un Club Deportivo donde se realizan actividades y competencias para la comunidad, en el centro de la Etapa A se encuentra la Plaza con el busto de Arturo Prat, donde para fechas importantes se realizan distintos actos conmemorativos.
En la zona más alta se encuentra la escuela llamada E-359 Canal Beagle, encargada de la educación preescolar y básica para estudiantes del área y zonas circundantes.
La etapa B está formada por edificios divididos en los blocks, como: 1-2-3-4-14-15-16-17-18-19-20-21-23-24-25 los condominios Colinas del Mar y Parque Mirador en su Primera Etapa (se está construyendo la Segunda Etapa), que forman parte de una de las últimas edificaciones en Canal Beagle. La etapa B cuenta con Junta de Vecinos y una pequeña plaza llamada Plaza Punta Molles.
Otro dato interesante es saber que la Etapa A compuesta por casas tiene diferente modelos divididas principalmente en:
- Casas de 1 piso pareada.
- Casas de 1 piso esquina (son las más grandes tanto en terreno como en superficie construida).
- Casas de 2 pisos pareo simple.
- Casas de 2 pisos pareo doble (son las más pequeñas tanto en su terreno como en su superficie construida).
La totalidad de casas es de 1000.
El uso de suelos de acuerdo al plan regulador que regula esta zona es tanto habitacional como comercial, y se prohíbe cualquier uso industrial.
- Datos: Q5478363